# Heroes of the Storm
Heroes of the Storm (срп. Хероји Олује; првобитног називана Blizzard DOTA али убрзо промењеног назива Blizzard All-Stars) је Близардова, MOBA игра прва у овом жанру. Игра је комбинација свих хероја заштитних знакова Близарда из њихових претходних франшиза које укључују Воркрефт, Старкрефт, Дијабло, Изгубљени Викинзи и Овервоч. Игра је бесплатна за инсталацију и игру, међутим постоје унутрашњи модови који омогућују да се сви хероји, мајсторске кошуљице и животиње за јахање купују током играња док се све такође могуће купити за прави новац. Близард ову игру не поистовећује са класичном масивном интернет борбеном ареном.
Игра је најављена на BlizzCon-у 2010, али се чекало пуних пет година и игра је коначно изашла 2. јуна 2015. године. Игра је током бета тестирања имала 9 милиона играча који су били спремни да учествују у тестирању игре. Број играча који играју ову игру је 20 милиона, чиме је Близард још једном оборио рекорд по броју претплатника у својој франжизи.

## Начин игре
Као и са многим играма истог жанра, играч контролише свог хероја (аватара) у играчком свету и то у трећем лицу. Играч може да бира између три начина игре, играње са/против хероја које контролише компјутер или против других играча. Када играч прву пут започиње игру, може да игра са 6 хероја који су у ротацији (листа хероја која се мења сваке недеље). Током игре играч сакупља злато, помоћу којих купује хероје. Хероји могу бити купљени и за прави новац. Четири додатна хероја се отварају када играч дође до 15-ог нивоа. Тренутно постоји 54 хероја у игри подељени на 4 различите врсте. Постоји 10 мапа, од којих осам имају три стазе где се играчи боре, док остале две имају две стазе.Све мапе имају одређене задатке који се морају испунити да би се победило у игри.

Убијањем непријатељских, неутралних јединица и противничких хероја добијају се искуствени поени (енгл. experience points), који се преносе на цео тим.Када се достигне одређени број искуствених поена, сваки херој у тиму прелази на нови ниво (енгл. level), стицајући моћи и таленте на првом, четвртом, седмом, десетом, тринаестом, шеснаестом и двадесетом нивоу. Таленти дозвољавају играчима да прилагоде и повећају способности њихових хероја. Овај систем добијања нивоа подстиче играче да планирају и сарађују јер је игра све тежа како време одмиче и свака грешка појединог играча може коштати цео тим.
Играчи могу да јашу (енгл. mount) различите животиње, коње, гуштере или једнороге да би повећали своју брзину кретања, који се такође могу купити за прави или виртуелни новац.Могу се нападати створења у неутралним камповима чиме се добијају искуствени поени и преобратити их да се боре за нечију страну.Свака мапа има посебне задатке, који помажу тиму да нанесу већу штету противнику.

### Модови игре
Играчи обично бирају њихове хероје у групи, пре него што уђу у игру. У драфт моду (енгл. draft mode) тимови не могу да бирају исте хероје као противнички тим. Међутим, могу да доносе одлуке у зависноти од мапе која је насумично изабрана и одабира противничких играча. Играчи бирају хероје наизменично.
На самом почетку играч мора да прође уводни део (енгл. tutorial) који служи да се нови играчи упознају са игром, кретањем хероја, коришћењем вештина и осталим способностима.
- Training - Тренинг служи да се играч уигра пре уласка у праву игру. Игра се са херојима које контролише компјутер и подешени су на најједноставније.
- Versus A.I. - Играчи се суочавају са пет противничких хероја које контролише компујтер. Пре почетка играч бира да ли жели да има реалне играче у свом тиму или компјутер.Током игре може се подешавати тежина противничких хероја.
- Quick Match - Играчи играју једни против других на некој од осам мапа. Тимови су подељени на основу претходнх статистика играча како би се постигло да игра буде што равноправнија.
- Unranked Draft - У овом моду играчи имају могућност да играју као у ранк модовима само за ту игру не добијају поене, нити позицију на табели рангова. Хероји тј. играјући карактери у овом моду игре могу бити само по један у сваком тиму. Исто важи за Херојску и Тимску лигу.
- Hero League - Побеђивањем у овом моду, играчи ће бити награђени са ранк поенима (енгл. rank points). Што више ранк поена играч има то добија теже противнике."Hero League" се отључава и доступна је само играчима који су достигли тридесети ниво и имају најмање 14 хероја. Само два играча у групи се могу пријавити за овај мод. Веће групе се могу пријавити за "Quick Match" (1-5 играча) или "Team League" (обавезно 5 играча).[6]
- Team League - Играчи који су у групи и имају тим од пет чланова могу играти "Team League". И овде се такође добија ранк, који је независтан од појединачног ранка играча. "Team League" се откључава на четрдесетом нивоу и за учешће је потребно поседовање минимум 10 хероја.
- Brawl - Попупларно најављен као Арена. Играчи играју на мапама у које су нове и мале или на регуларним у којима им стоји на располагању само један херој и оба тима играју на само једном хероју. Такође тај мод играња на једном хероју се може појавити и на малим мапама и са једним задатком.
- Custom Games - Често се користи за турнире, играчи праве собу где могу да контолишу ко са ким игра, на којој мапи се игра и да ли се игра обичан или драфт мод.

## Развој
Као део игре StarCraft II: Wings of Liberty, најављен је, између осталих, мод назван "Blizzard DOTA". У том тренутку мапа је била направљена да би се показале могућности модовања које ће укључивати StarCraft II. Међутим следеће године, на BlizzCon 2010., "Blizzard DOTA" је представљена као самостална игра. У поређењу са претходним представљањем, гејмплеј је овај пут описан као "брз" и "гладак".
Након судског спора са компанијом Valve Corporation, око ауторских права на име ДОТА (Defense of the Ancients), '"Blizzard DOTA"
мења име у Blizzard All-Stars.
У јуну 2012. Дастин Броудер, директор пројекта StarCraft II, је изјавио да Blizzard All-Stars и даље нема тачан датум изласка, али да ће то дефинитивно бити после експанзије StarCraft II: Heart of the Swarm. У интервјуу у јануару 2013.
он је закључио да делови игре полако "лежу на своје место", али да нема начина да се пројектује датум изласка јер игра тек мора да прође интерно алфа тестирање.
У августу 2013, председник Близард-а Мајк Морхаим је описао игру као "акциону стратегију у реалном времену", али је такође додао да такав опис није потпуно прецизан. Развојни тим је проширен у мају 2013, када је део запослених пребачен са пројекта Титан. У октобру 2013. име игре је промењено у Heroes of the Storm.
Heroes of the Storm је ушла у техничко алфа тестирање 13. маја 2014. Тестирање је трајало до почетка затвореног бета тестирања 13. јануара 2015. Преко 9 милиона играча се пријавило за бета тестирање. Отворена бета је почела 19. маја
2015. и трајала је до 2. јуна 2015, када је коначна верзија игре изашла.

## Рецензије
Након изласка, Heroes of the Storm је добио много позитивних коментара. Metacritic, сајт који се бави оцењивањем од 0-100, израчунао је да је просечна оцена 86, са закључком "генерално позитивни коментари", на основу 57 оцена и критика .
GameSpot дао је оцену 9 од 10 , закључивши : "Фантастична такмичарска игра која пружа сате и сате задовољства ." Док је на изненађење свих, позната и утицајна компанија
IGN дала оцену 6.5 од 10 , са образложењем да је : "Heroes of the Storm лоша, разнолика МОБА са очајним тимским борбама и бедним задацима."